# Kephala (Chondros)

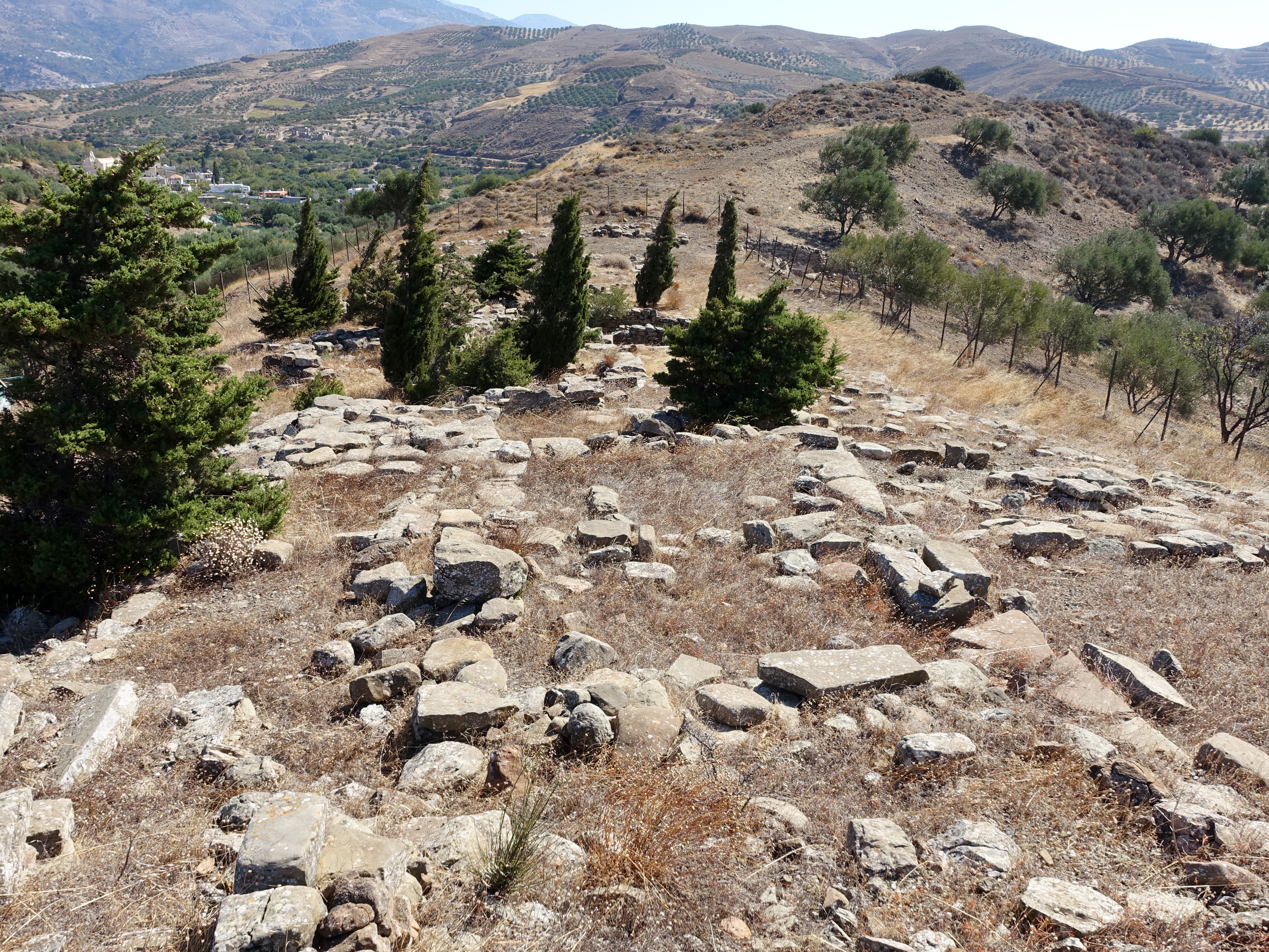
Kephala bei Chondros

Kephala (griechisch Κεφάλα Kefala), auch Mikro Kephali ( Mikro Kefali), bezeichnet eine archäologische Ausgrabungsstätte in der Gemeinde Viannos im zentralen Süden der griechischen Insel Kreta. Sie befindet sich nahe der Ortslage Chondros (Χόνδρος) mit dem Ortsteil Pervola (Περβόλα). Die Gebäudereste von Kephala werden der spätminoischen Zeit der Phase SM III A2 der Nachpalastzeit zugerechnet.

## Lage und Beschreibung
Die Ausgrabungsstätte befindet sich auf einer Hügelkette in einer Höhe von etwa 450 bis 460 Metern. Der Ort Chondros liegt circa 500 Meter südöstlich, der Ortsteil Pervola 350 Meter im Nordosten. Zu erreichen ist Kephala auf einem unbefestigten Weg, der in Pervola südwestlich von der Straße nach Chondros abgeht. Die Südküste Kretas an der Bucht von Keratokambos (Όρμος Κερατοκάμπου) ist ungefähr vier Kilometer entfernt. Mit Kephali Lazana (Κεφάλι Λαζανά) ist 100 Meter westlich von Kephala eine weitere Ausgrabungsstätte bekannt, die in die mittel- bis spätminoische Zeit datiert wird. Auch auf dem östlich anschließenden Hügel Anatoliko Kephali (Ανατολικό Κεφάλι) wurden Überreste großer Mauern und kleinere Fundstücke entdeckt.

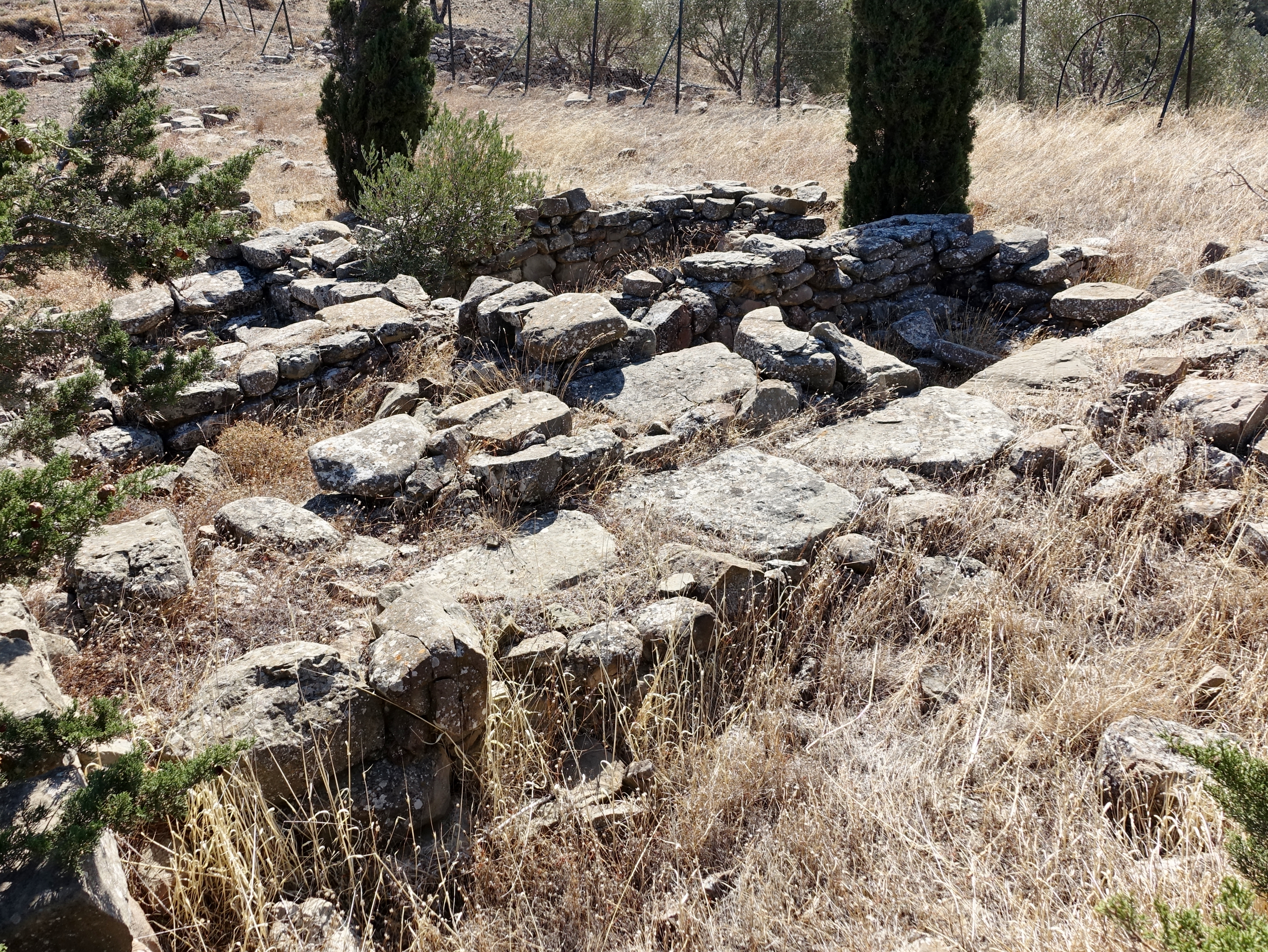
Bereich der Doppelmauer

Nach einer ersten Testgrabung im Jahr 1956 wurde Kephala von dem griechischen Archäologen Nikolaos Platon von 1957 bis 1960 systematisch ausgegraben. Trotz des schlechten Erhaltungszustands der Gebäudereste, die einer starken Erosion ausgesetzt waren, ergibt sich die Bedeutung der Ausgrabung aus der fast vollständigen Datierung in die ansonsten wenig bekannte postpalatiale Phase SM III A2. Wahrscheinlich bestand die Siedlung mit einer Gesamtfläche von 785 m² (50 × 15–17,5 m) nicht länger als ein Jahrhundert. Die durch eine Doppelmauer in einen östlichen und einen westlichen Bereich gegliederten Gebäudegruppen, erbaut auf der nivellierten Hügelspitze, lassen auf eine Gemeinschaft mehrerer Großfamilien schließen. Spuren einer weiteren Gruppe von Gebäuden erstrecken sich westwärts bis zum Nachbarhügel Kephali Lazana.

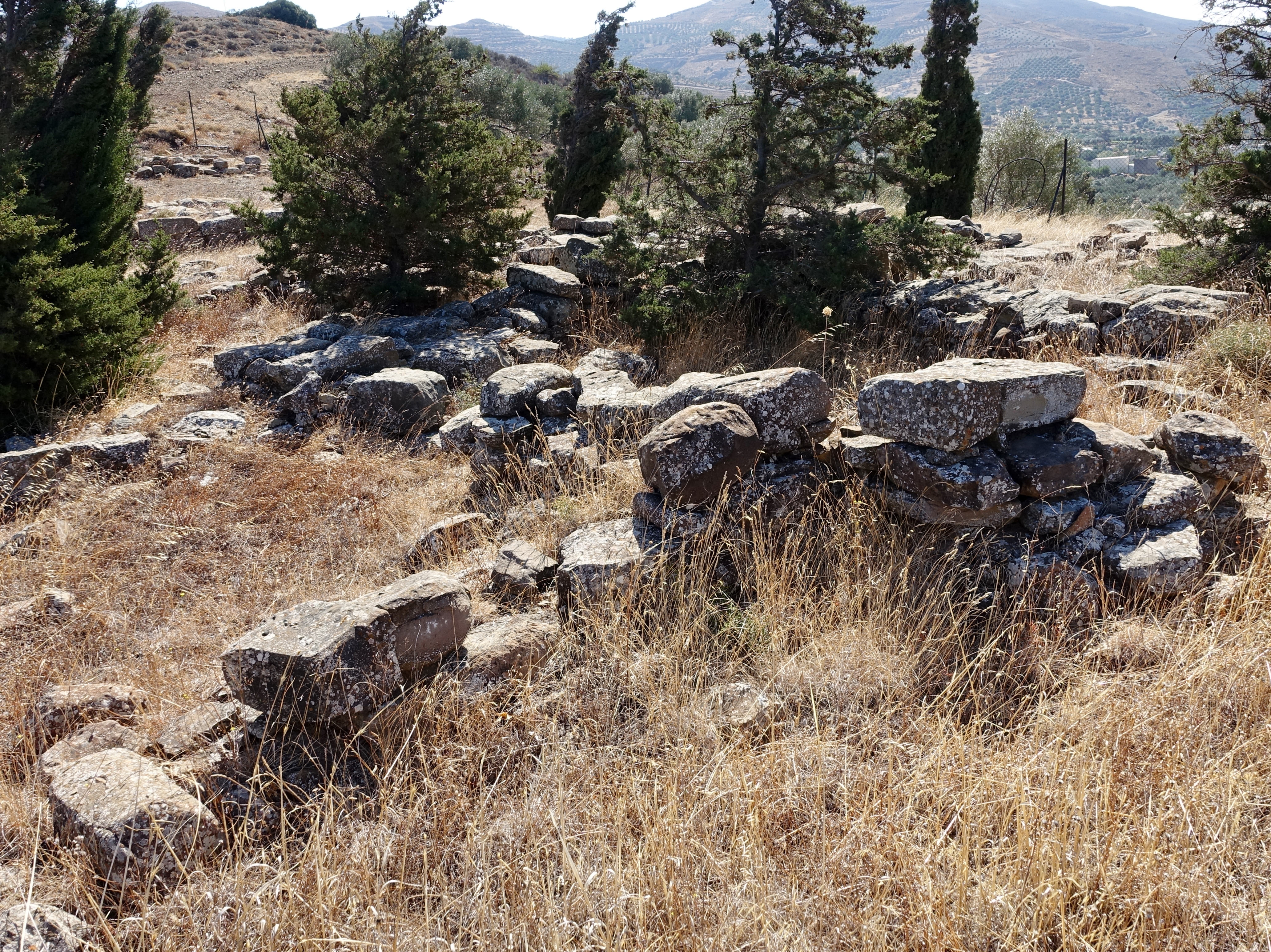
Podium in Raum Δ1

Im östlichen Bereich der Ausgrabungsstätte standen mindestens sieben Häuser mit 20 Räumen. Einige der gepflasterten Räume weisen ein früheres, niedrigeres Pflaster auf. In den Räumen finden sich steinerne Bänke und gemauerte Vorratslager. Nur ein Raum besitzt eine Basis für eine Dachstütze. Fehlende Treppen weisen auf eine eingeschossige Bauweise. Der westliche Bereich von Kephala besitzt ähnliche Pflaster, Bänke und Lagerplätze. Es gibt Hinweise auf kleinere Reparaturen und Umbauten. Eine Treppe, von der einige Stufen erhalten sind, führte in ein zweites Geschoss. Der Raum Δ1 im zentralen nördlichen Bereich (35° 2′ 5,3″ N, 25° 22′ 34″ O) besaß ein Podium und im Obergeschoss einen Schrein, zu dem ein röhrenförmiger Ständer, Fragmente eines Opfertisches mit Löwen im Relief und die Figurine einer gebärenden Frau gehörten. Die vielfach gefundenen Webgewichte aus Ton zeigen, dass in der Siedlung Wolle gewebt wurde, vermutlich von eigenen Schafen.
Die Gebäude von Kephala wurden durch ein Feuer zerstört. Der größte der verbauten Blöcke aus Flyschsandstein (über 1,0 × 0,5 × 0,3 m) weist infolge naher hoher Temperaturen Abplatzungen auf. Als Ursache des Feuers, das zur Zerstörung und Aufgabe der Siedlung führte, wurde ein Erdbeben oder ein Angriff vermutet. Für eine Verschiebung von Fundamenten, häufig hervorgerufen von Erdbeben, gibt es keine Anzeichen. Folgt man den Kriterien Eberhard Zanggers zu Naturkatastrophen in der ägäischen Bronzezeit, so scheidet ein Erdbeben für die Zerstörung Kephalas aller Wahrscheinlichkeit nach als ursächlich aus.

Ausgrabungsstätte von Kephala
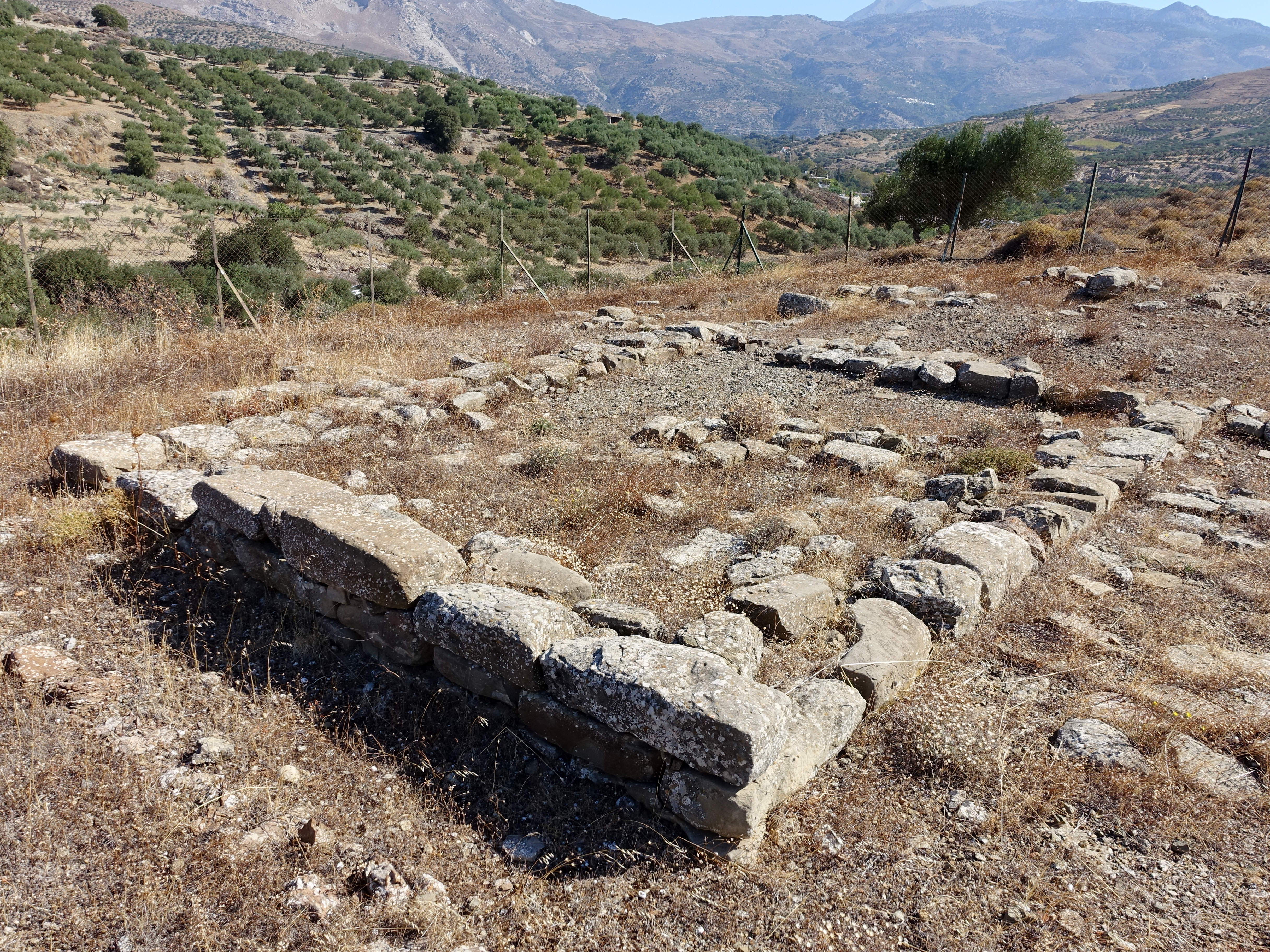
Östliche Fundamente
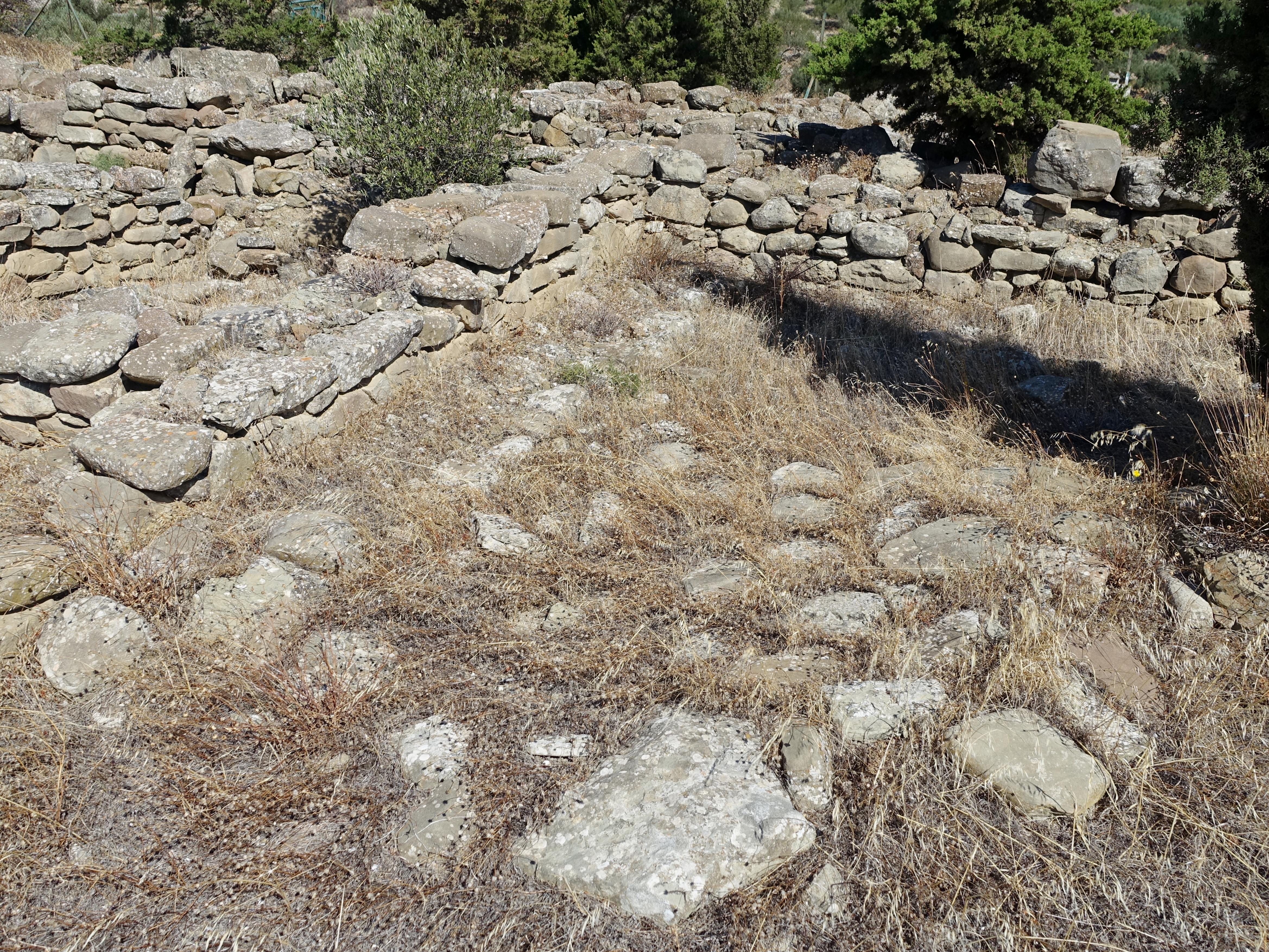
Gepflasterter Raum
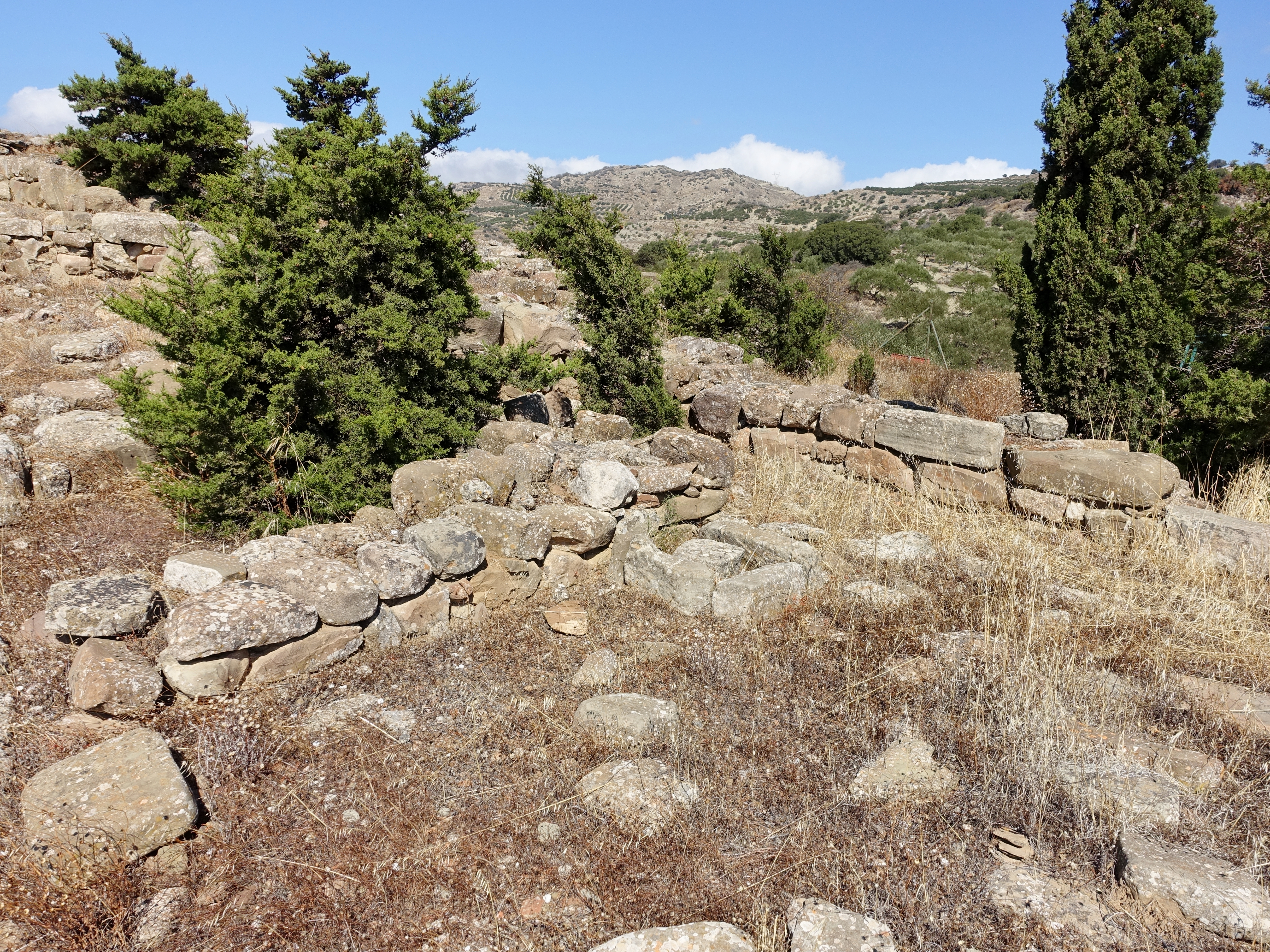
Zentraler südlicher Raum
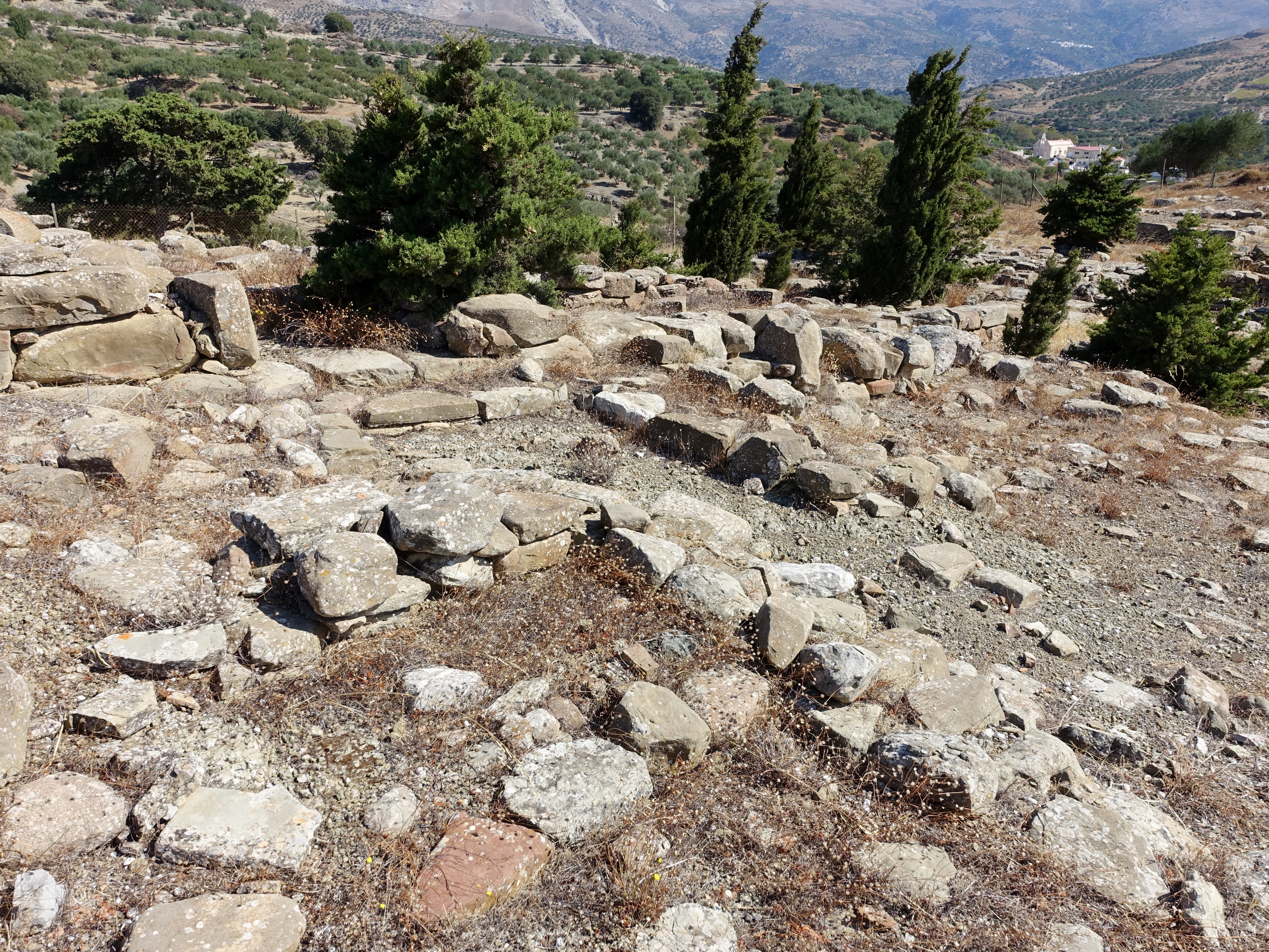
Stufen im Westbereich